# Léon Fairmaire
Léon Marc Herminie Fairmaire, född 29 juni 1820, död 1 april 1906, var en fransk entomolog.
Han var specialiserad på skalbaggar, hans stora samling finns på Muséum national d'histoire naturelle. Fairmaire skrev 450 vetenskapliga rapporter och andra publikationer om skalbaggar samt en del om halvvingar.